# Kistérség

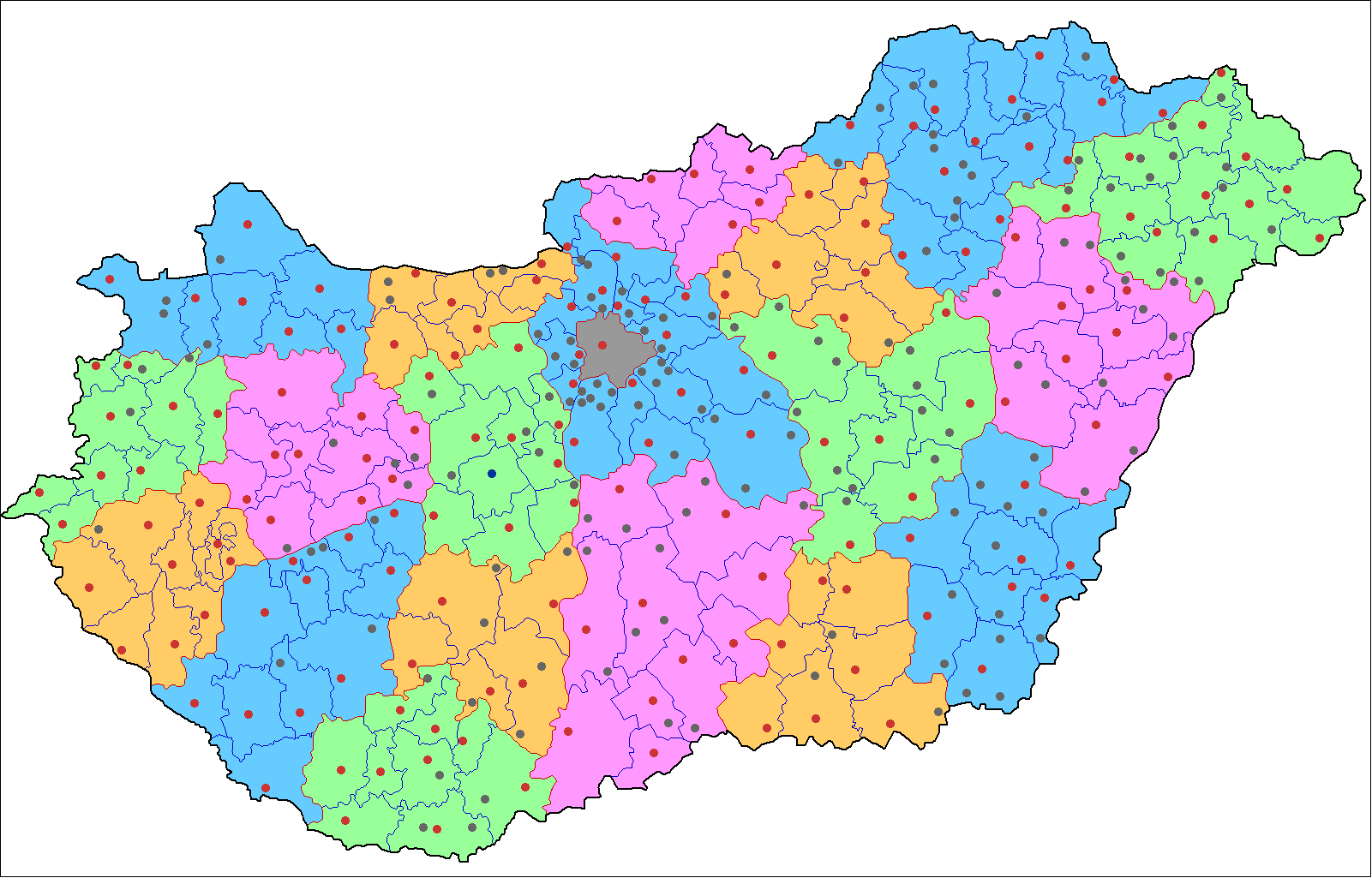
Magyarország kistérségei és városai, 2011. január 1.

A kistérség földrajzilag összefüggő, elsősorban területfejlesztési és statisztikai célokat szolgáló területi egység volt Magyarországon 1994 és 2014 között. Bár területének nagyságát tekintve a kistérség közel állt az egykori (és későbbi) járáshoz, de nem tekinthető az utódjának, mivel nem a felsőbb közigazgatási szintek kihelyezett szerveinek illetékességi területét határozta meg.
A kistérségeket a települések megyén belüli csoportosításával alakították ki. Így a kistérség a hozzá tartozó települések teljes területét magában foglalta, minden település csak egy bizonyos kistérséghez tartozott, minden település része volt valamely kistérségnek és minden kistérséghez csak egy bizonyos megye települései tartoztak. 2013 elején Magyarországon 175 kistérség volt.
2013-tól a kistérségek mellett államigazgatási (közigazgatási) területi egységként járásokat is kialakítottak, a két területi beosztás nem esett egybe. A kistérségek közigazgatási szerepe ezzel megszűnt, majd 2014. február 25-én maguk a kistérségek is.

## Története
Statisztikai kistérségek
A 244/2003. (XII. 18.) Kormány rendelet 1. § (1) alapján a kistérség területfejlesztési-statisztikai területi egység, amely a közigazgatás területi feladatainak ellátásához szükséges illetékességi területek megállapításának is alapja. (2) A területfejlesztési-statisztikai kistérség földrajzilag összefüggő területi egység, amelyet a hozzá sorolt települések teljes közigazgatási területe alkot, továbbá amelynek határai e települések közigazgatási határai által meghatározottak. Egy település közigazgatási területe csak egy kistérségbe tartozhat.

### Előzmények
1994-ben a Központi Statisztikai Hivatal elnöke 9006/1994 (S.K.3) közleményével bevezette a kistérség kategóriáját, mint a statisztikai folyamatok mérésének területi egységét. Az 1994-es KSH elnöki közlemény 138 statisztikai körzetet alakított ki. A közlemény 9002/1998 (S. K. 1.) KSH Elnöke közleményével történt módosítása következtében 1997. augusztus 1-jétől kezdődően 150 kistérséget rögzítettek.
A kistérségek megállapításáról, lehatárolásáról és megváltoztatásának rendjéről szóló 244/2003 (XII.18.) Kormány rendelet az előzőekhez képest, felülvizsgálat eredményeként 18 új kistérséget hozott létre, így 2007 szeptemberéig összesen 168 kistérség fedte le az ország területét. (Akkor újabb hatot hozott létre az Országgyűlés, 174-re növelve számukat.)
A hatékony ösztönzés alapvető formájaként a kormány megalkotta a többcélú kistérségi társulások támogatására vonatkozó 65/2004. (IV.15.) Kormány rendeletét, amely a települési önkormányzatok közszolgáltatási feladatainak egy részét, valamint a kistérségi területfejlesztési feladatok társulásban történő ellátását szolgálja az adott statisztikai kistérségen belül.

### Területfejlesztési önkormányzati társulások
A területfejlesztésről és a területrendezésről szóló 1996. évi XXI. törvény 10. § (1) szerint a települési önkormányzatok képviselő-testületei megállapodással a települések összehangolt fejlesztése, közös területfejlesztési programok kialakítása, a fejlesztések megvalósítását szolgáló közös pénzalap létrehozása érdekében önálló jogi személyiséggel rendelkező területfejlesztési társulást hozhatnak létre.
A kistérség területfejlesztési szempontból már a területfejlesztésről és a területrendezésről szóló 1996. évi XXI. törvény hatására fontossá vált. A törvény a kistérséget jelölte meg alsó szintű területfejlesztési térségként és az önkormányzatok területfejlesztési társulásait a kistérség területfejlesztési szerveiként.
Az 1996. évi XXI. területfejlesztésről és a területrendezésről szóló törvény 2004. évi módosítása 10/A. § szerint azokban a kistérségekben, ahol nem alakult többcélú társulás, ott a Közigazgatási Hivatal a törvény erejénél fogva megalakította a Kistérségi Fejlesztési Tanácsot, amely a kistérség teljes területén az összes település bevonásával működő a területfejlesztési feladatokat összehangolását végző szervezet. A többcélú társulások mindegyikének része a területfejlesztési feladatoknak a kistérség egészére, az összes önkormányzat bevonásával való ellátása, így ezekben a kistérségben a többcélú társulás látja el a kistérségi fejlesztési tanács feladatát.

### A kistérségi rendszer működése 2007-től 2012-ig
Az Országgyűlés 2007. szeptember 10-én fogadta el a települési önkormányzatok többcélú kistérségi társulásáról szóló 2004. évi CVII. törvény módosítását. Ennek eredményeként - Budapest kivételével, ahol a Fővárosi Önkormányzat látja el e feladatokat - mind a 173 kistérségben létrejött a kistérség összes települését magába foglaló többcélú kistérségi társulás. Ezzel hosszabb távon egységesen szabályozható és támogatható rendszer alakult ki a települési önkormányzatok ösztönzött de önkéntes részvételével.
A sokszor 30-40 települést magába foglaló kistérségek azonban nehezen voltak képesek hatékonyan elvégezni közszolgáltatási feladatokat. Ezért a kistérségi együttműködéseknél alacsonyabb szintű, csak néhány településre kiterjedő együttműködések jöttek létre egy-egy közfeladat ellátására.
Miután a települési önkormányzatok többcélú kistérségi társulásáról szóló 2004. évi CVII. törvény 2013. január 1-jén hatályát vesztette, a többcélú kistérségi társulások is megszűntek.

### A kistérségek közigazgatási szerepének megszűnése a járási rendszer bevezetésével
2013. január 1-jétől a kistérségek ismét csupán területfejlesztési és statisztikai területi egységek, közigazgatási szerepük megszűnt, egyidejűleg államigazgatási (közigazgatási) területi egységként létrejöttek a járások. A kistérségek területi beosztását (az egyes kistérségek nevét és a hozzájuk tartozó települések felsorolását) több mint egy évig továbbra is törvény határozta meg, mivel azt mellékletként beillesztették a területfejlesztésről és a területrendezésről szóló 1996. évi XXI. törvénybe.

### A kistérségek végleges megszűnése
Azzal, hogy a területfejlesztésről és a területrendezésről szóló 1996. évi XXI. törvény mellékletét hatályon kívül helyezte, a kistérségeket 2014. február 25-ével megszüntette a kollektív befektetési formákról és kezelőikről, valamint egyes pénzügyi tárgyú törvények módosításáról szóló 2014. évi XVI. törvény (264. § (12) bekezdés).